# Ocrepeira herrera
Ocrepeira herrera là một loài nhện trong họ Araneidae.
Loài này thuộc chi Ocrepeira. Ocrepeira herrera được Herbert Walter Levi miêu tả năm 1993.